# Pieczęć stanowa Nevady

Pieczęć stanowa Nevady

Pieczęć stanowa Nevady wywodzi się z projektu pieczęci Terytorium Nevady. 24 lutego 1866 roku motto Volens et Potens (Chętni i zdolni) zostało zastąpione All for Our Country (Wszystko dla naszego kraju). Na pierwszym planie, pług rolniczy ze zbożem. Dalej, kopalnia srebra z młynem wodnym. Pociąg parowy i druty telegraficzne symbolizują znaczenie handlu i komunikacji. Naturalne piękno stanu przypominają ośnieżone góry Sierra Nevady, nad którymi wschodzi słońce. Trzydzieści sześć gwiazdek w wewnętrznym kręgu przypomina, że Nevada była trzydziestym szóstym stanem przyjętym do Unii. Napis na kręgu zewnętrznym brzmi: Wielka Pieczęć Stanu Nevada. Sześć gwiazdek na tym kręgu jest tylko ozdobą, bez symbolicznego znaczenia.